# Vicariato apostolico di Donkorkrom
Il vicariato apostolico di Donkorkrom (in latino: Vicariatus Apostolicus Donkorkromensis) è una sede della Chiesa cattolica in Ghana immediatamente soggetta alla Santa Sede. Nel 2022 contava 37.350 battezzati su 298.710 abitanti. È retto dal vescovo John Alphonse Asiedu, S.V.D.

## Territorio
Il vicariato apostolico comprende il distretto di Afram Plains nella Regione Orientale del Ghana.
Sede del vicariato è la città di Donkorkrom, dove si trova la cattedrale di san Francesco Saverio.
Il territorio è suddiviso in 9 parrocchie.

## Storia
La prefettura apostolica di Donkorkrom fu eretta il 12 giugno 2007 con la bolla Ad expeditius di papa Benedetto XVI, ricavandone il territorio dalla diocesi di Koforidua.
Il 19 gennaio 2010 la prefettura apostolica è stata elevata a vicariato apostolico con la bolla Domini verbum dello stesso papa Benedetto XVI.

## Cronotassi dei vicari apostolici
Si omettono i periodi di sede vacante non superiori ai 2 anni o non storicamente accertati.
- Gabriel Edoe Kumordji, S.V.D. (12 giugno 2007 - 16 marzo 2017 nominato vescovo di Keta-Akatsi)
- John Alphonse Asiedu, S.V.D., dall'11 febbraio 2019

## Statistiche
Il vicariato apostolico nel 2022 su una popolazione di 298.710 persone contava 37.350 battezzati, corrispondenti al 12,5% del totale.
| anno | popolazione | popolazione | popolazione | presbiteri | presbiteri | presbiteri | presbiteri                | diaconi | religiosi | religiosi | parrocchie |
| anno | battezzati  | totale      | %           | numero     | secolari   | regolari   | battezzati per presbitero | diaconi | uomini    | donne     | parrocchie |
| ---- | ----------- | ----------- | ----------- | ---------- | ---------- | ---------- | ------------------------- | ------- | --------- | --------- | ---------- |
| 2007 | 12.000      | 136.000     | 8,8         | 7          |            | 7          | 1.714                     |         |           | 6         | 3          |
| 2010 | 17.000      | 160.000     | 10,6        | 12         | 3          | 9          | 1.417                     |         |           | 7         | 7          |
| 2010 | 17.582      | 160.000     | 11,0        | 12         | 3          | 9          | 1.465                     |         | 9         | 8         | 7          |
| 2014 | 20.195      | 171.000     | 11,8        | 16         | 8          | 8          | 1.262                     |         | 8         | 19        | 8          |
| 2017 | 24.342      | 226.343     | 10,8        | 14         | 7          | 7          | 1.738                     |         | 7         | 18        | 9          |
| 2020 | 26.780      | 241.630     | 11,1        | 13         | 6          | 7          | 2.060                     |         | 7         | 20        | 9          |
| 2022 | 37.350      | 298.710     | 12,5        | 18         | 9          | 9          | 2.075                     |         | 9         | 21        | 9          |